# Peter Hardman
Pas d'image ? Cliquez ici
Peter Hardman, né le 7 septembre 1964 à Redditch est un pilote automobile britannique. Il compte notamment quatre participations aux 24 Heures du Mans, en 1993, 1994, 2008 et 2009. Il est le fondateur de l'écurie Strakka Racing.

## Carrière
En 2005, il crée l'écurie Strakka Racing,.
En 2013, Peter Hardman devient directeur général du Rockingham Motor Speedway.

## Résultats aux 24 Heures du Mans
Résultats de Peter Hardman aux 24 Heures du Mans,, :
| Année | Classe | N° | Pneus | Voitures            | Équipe                               | Équipiers                       | Tours | Pos. | Cat. pos. |
| ----- | ------ | -- | ----- | ------------------- | ------------------------------------ | ------------------------------- | ----- | ---- | --------- |
| 1993  | GT     | 45 | D     | Lotus Esprit S300   | Lotus Sport Chamberlain Engineering  | Yōjirō Terada Thorkild Thyrring | 92    | Abd. | Abd.      |
| 1994  | GT2    | 62 | M     | Lotus Esprit S300   | Lotus Sport Chamberlain Engineering  | Richard Piper Olindo Iacobelli  | 59    | Abd. | Abd.      |
| 2008  | GT1    | 53 | M     | Aston Martin DBR9   | Vitaphone Racing Team Strakka Racing | Nick Leventis Alexandre Negrão  | 82    | Abd. | Abd.      |
| 2009  | LMP1   | 23 | M     | Ginetta-Zytek GZ09S | Strakka Racing                       | Nick Leventis Danny Watts       | 325   | 21e  | 14e       |